# Višnjevik
Višnjevik – wieś w Słowenii, w gminie Brda. W 2018 roku liczyła 149 mieszkańców.